# Los cadáveres de los hermanos De Witt
Los cadáveres de los hermanos De Witt es una pintura al óleo sobre lienzo de alrededor de 1672-75 del pintor holandés del Siglo de Oro Jan de Baen, actualmente en el Rijksmuseum de Ámsterdam.  Muestra en la noche los cuerpos muertos y mutilados de los hermanos Johan y Cornelis de Witt colgados boca abajo en el Groene Zoodje, el lugar de ejecución frente a la Gevangenpoort en La Haya.
La pieza se acompaña de una etiqueta descriptiva en el reverso, con el texto en holandés: "Estos son los cadáveres de Jan y Cornelis de Wit pintados del natural por un pintor de renombre, mientras todavía estaban colgados de la garrucha a las once de la noche. Cornelis es el que no tiene peluca. Jan de Wit tiene su propio pelo. Este es el único cuadro natural pintado el 20 de agosto de 1672 y, por lo tanto, vale mucho dinero".
Los dos hermanos de Witt, oponentes de la Casa de Orange, habían dominado la política holandesa durante algunos años, pero dejaron al país sin preparación para la invasión de Luis XIV de Francia en 1672, la infame Rampjaar.  Su asesinato, que tuvo lugar el 20 de agosto de 1672, fue un acto de agresión de una furiosa turba local, partidaria de Guillermo de Orange, de 22 años, el futuro Guillermo III de Inglaterra, que acababa de ser nombrado estatúder y comandante en jefe del ejército y la marina por los oponentes políticos de Jos. El 4 de agosto, Jos aceptó su dimisión forzada de su cargo de Gran pensionario de Holanda, es decir, Secretario del Gobierno. Luego su hermano Cornelis fue acusado de traición y arrestado. El veredicto de su juicio fue el exilio. Jos fue a la cárcel desde su casa cercana para llevárselo allí por el momento. La Burgerwacht, la milicia local, se reunió con una turba enojada por el veredicto leve, y ambos hermanos fueron linchados en la puerta de Gevangenispoort; sus cuerpos tiroteados fueron mutilados con saña, sus hígados fueron fritos y consumidos y sus corazones trinchados y exhibidos como trofeos.
Muchos detalles de la obra coinciden con los relatos de los testigos presenciales sobre el asesinato y mutilaciones posteriores. Johan fue colgado un peldaño más alto que su hermano Cornelis. Los abrieron en canal y los evisceraron. Las tripas fueron arrojadas a los perros. Les cortaron los dedos de manos y pies y la nariz. También fueron castrados. El gato muerto en primer plano originalmente fue colocado entre las piernas de Cornelis. Probablemente el pintor no pintó la escena del natural.

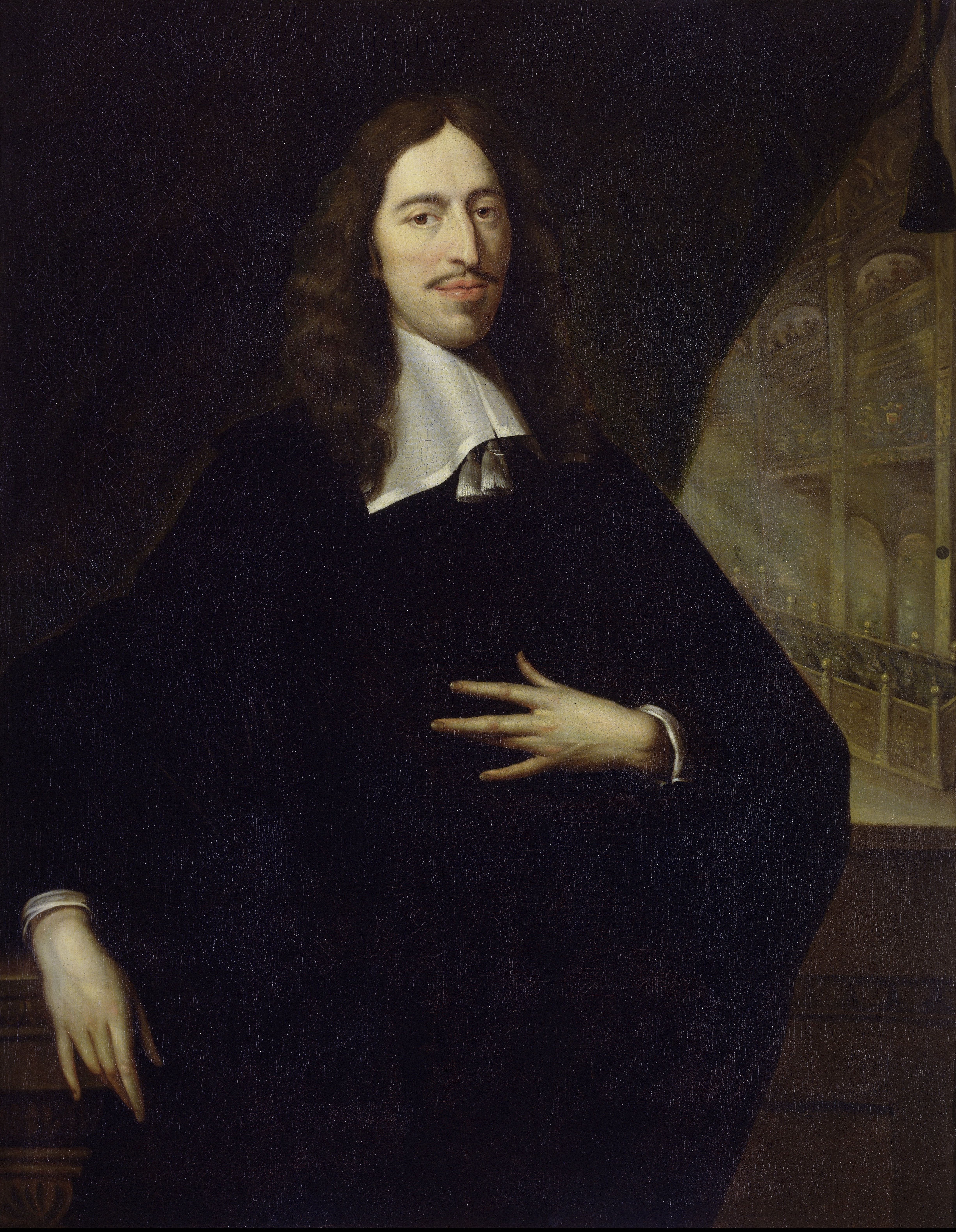
Johan, copia del retrato de de Baen
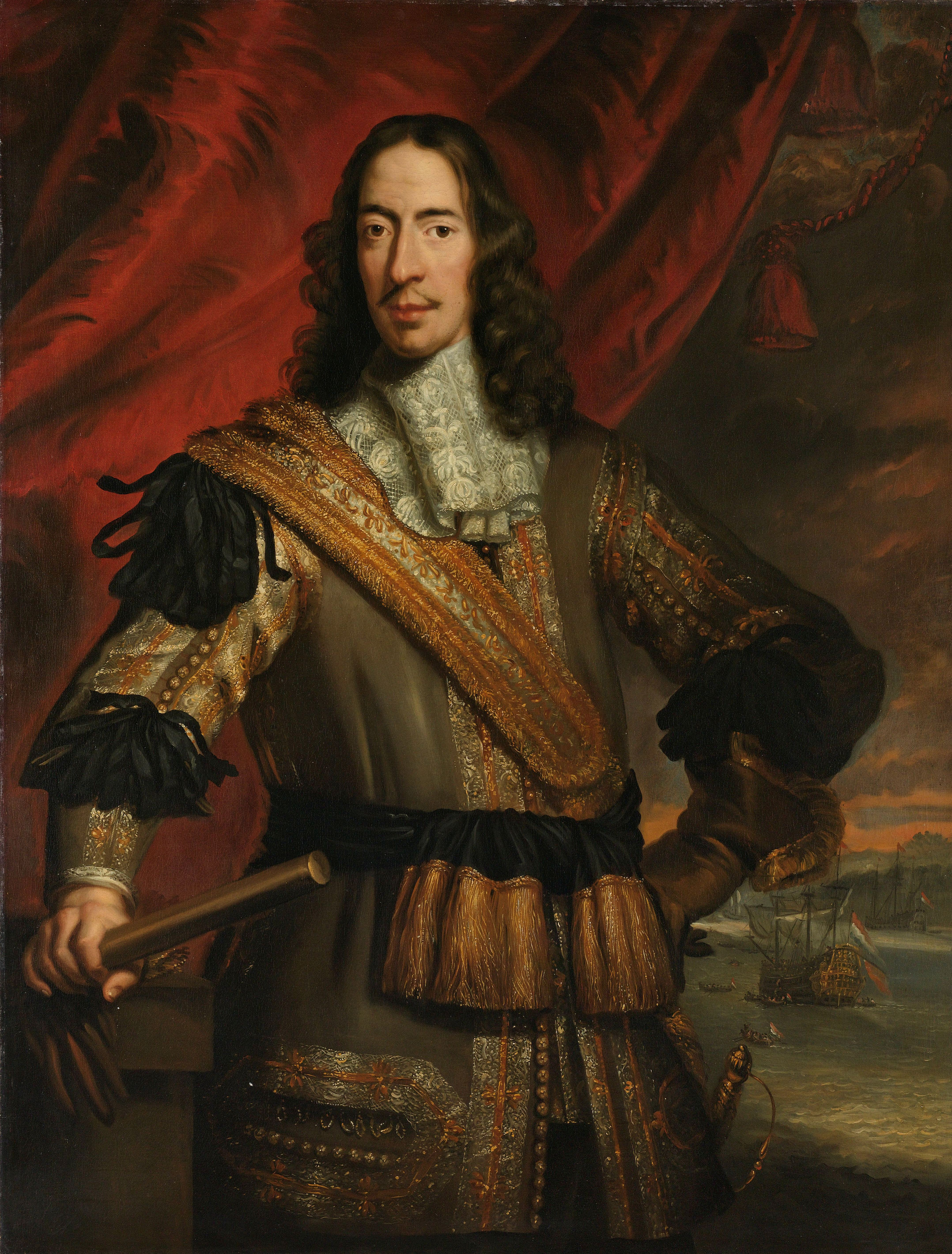
Cornelis, copia del retrato de De Baen.

## Artista

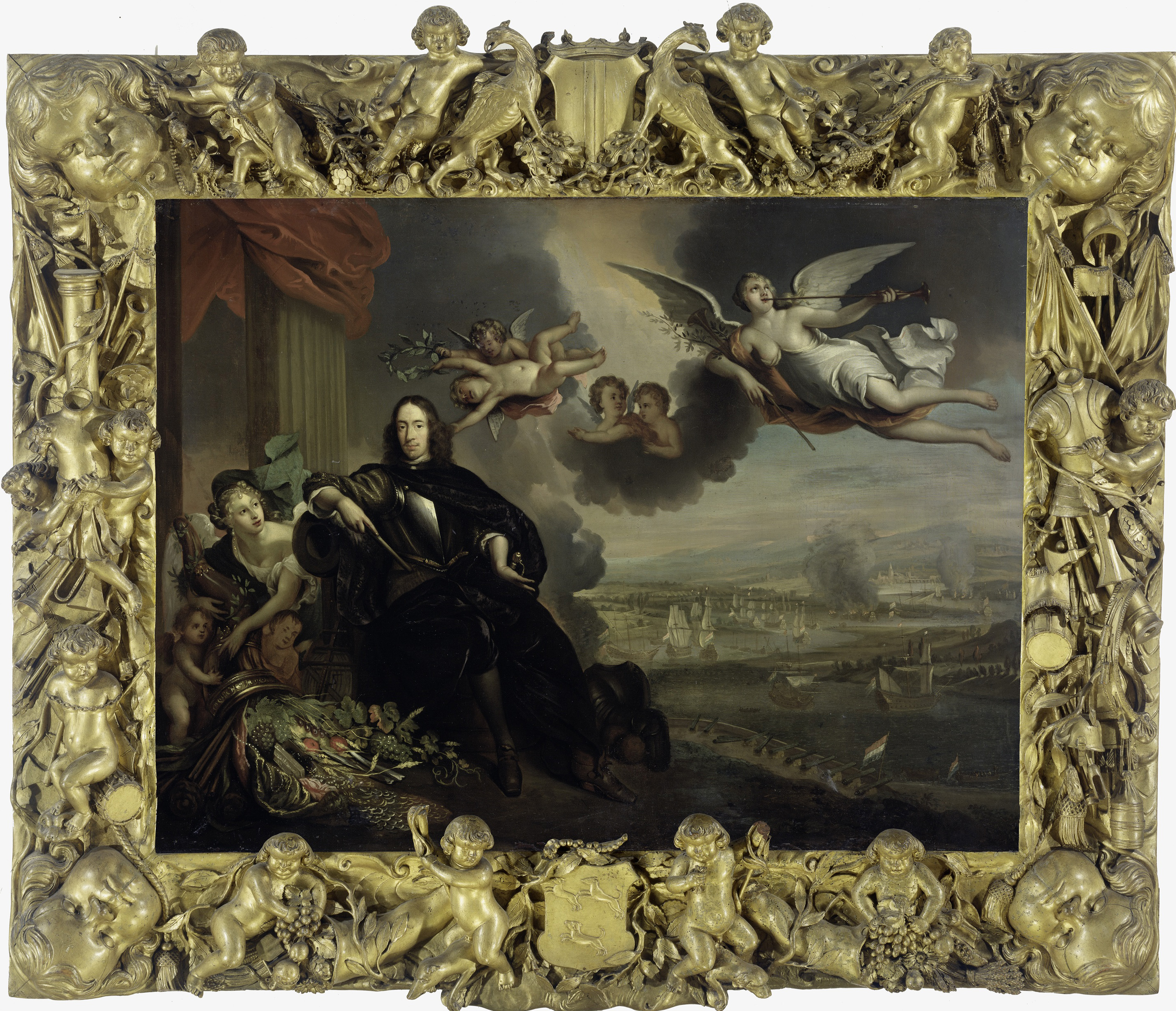
Modelo para el cuadro de Jan de Baen en el Ayuntamiento de Dordrecht.

De Baen, un destacado retratista residente en La Haya, también había pintado retratos individuales de ambos hermanos, y la Apoteosis de Cornelis de Witt, con la incursión holandesa en Medway al fondo, que había sido encargado por el Ayuntamiento de Dordrecht, porque Cornelis de Witt se convirtió en alcalde por primera vez en 1650. En 1667 había supervisado la incursión en Medway, que se celebró como una gran victoria y que había sido planeada por su hermano Johan. El cuadro del ayuntamiento de Dordrecht fue destruido al mismo tiempo que la turba de La Haya linchaba a los hermanos, tal era el estado del país en el Rampjaar. El modelo fue adquirido por Alexander Gogel en 1806, seguido por copias de los retratos de los hermanos realizados por Jan de Baen en 1808.

## Procedencia y otras representaciones
Este cuadro ha sido considerado un elemento destacado de la colección de historia nacional desde que fue comprado en 1802 por Alexander Gogel por el alto precio de casi 1.000 florines y ha estado en exposición desde entonces, aunque principalmente solo se muestra en salas con escenas de anatomía por respeto al efecto que puede tener en los visitantes ocasionales. Fue adquirido para la National Kunst Galerie de La Haya, en contra del consejo de Cornelis Sebille Roos, quien consideró que debía cubrirse con una cortina. El mismo tema fue un grabado popular de Roelant Roghman, y Roos también afirmó que el cuadro era una copia del grabado y no de Frans van Mieris como había anunciado el vendedor. Fue reatribuido a Jan de Baen poco después de la compra.

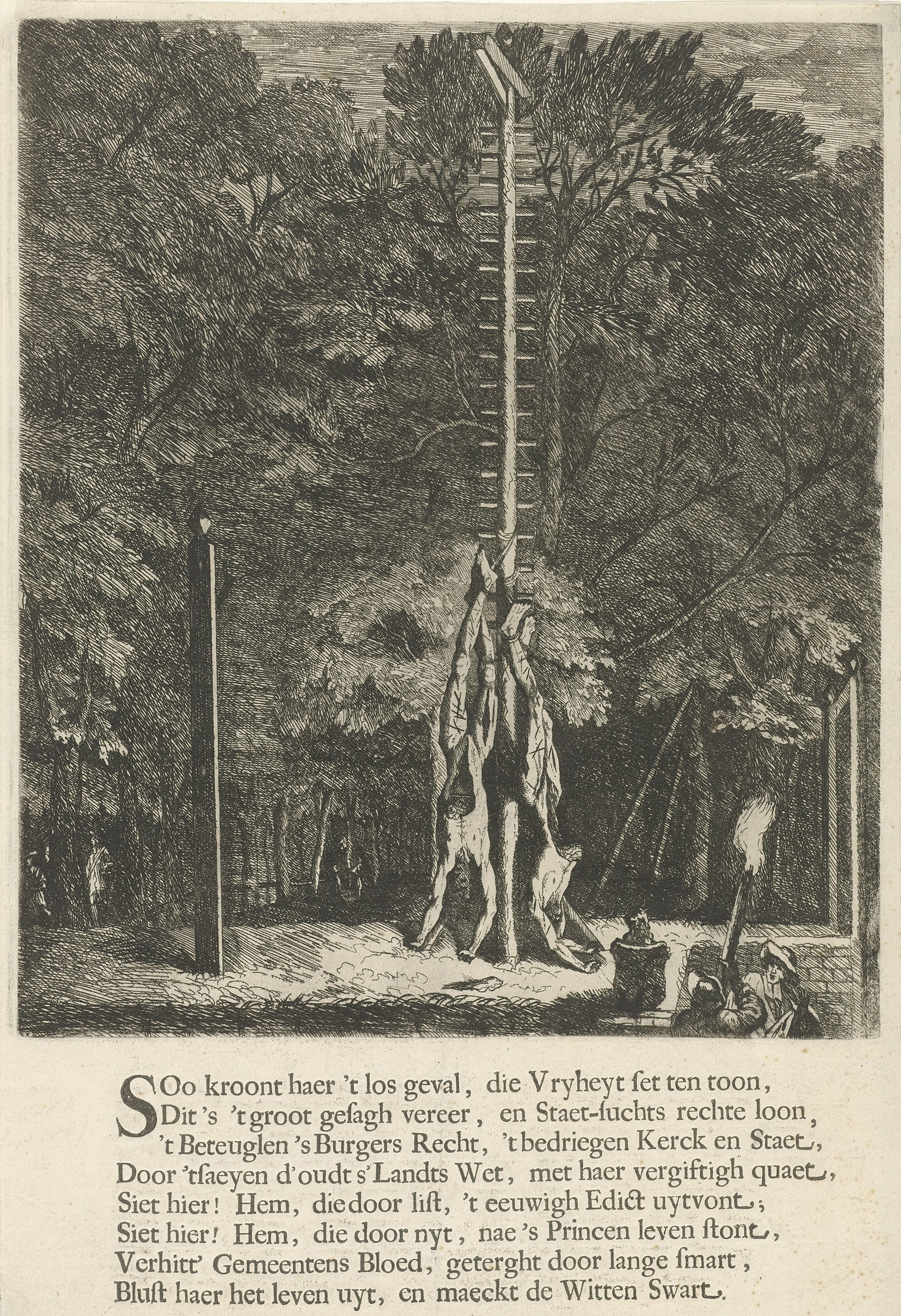
Grabado de Roghman, 1672.
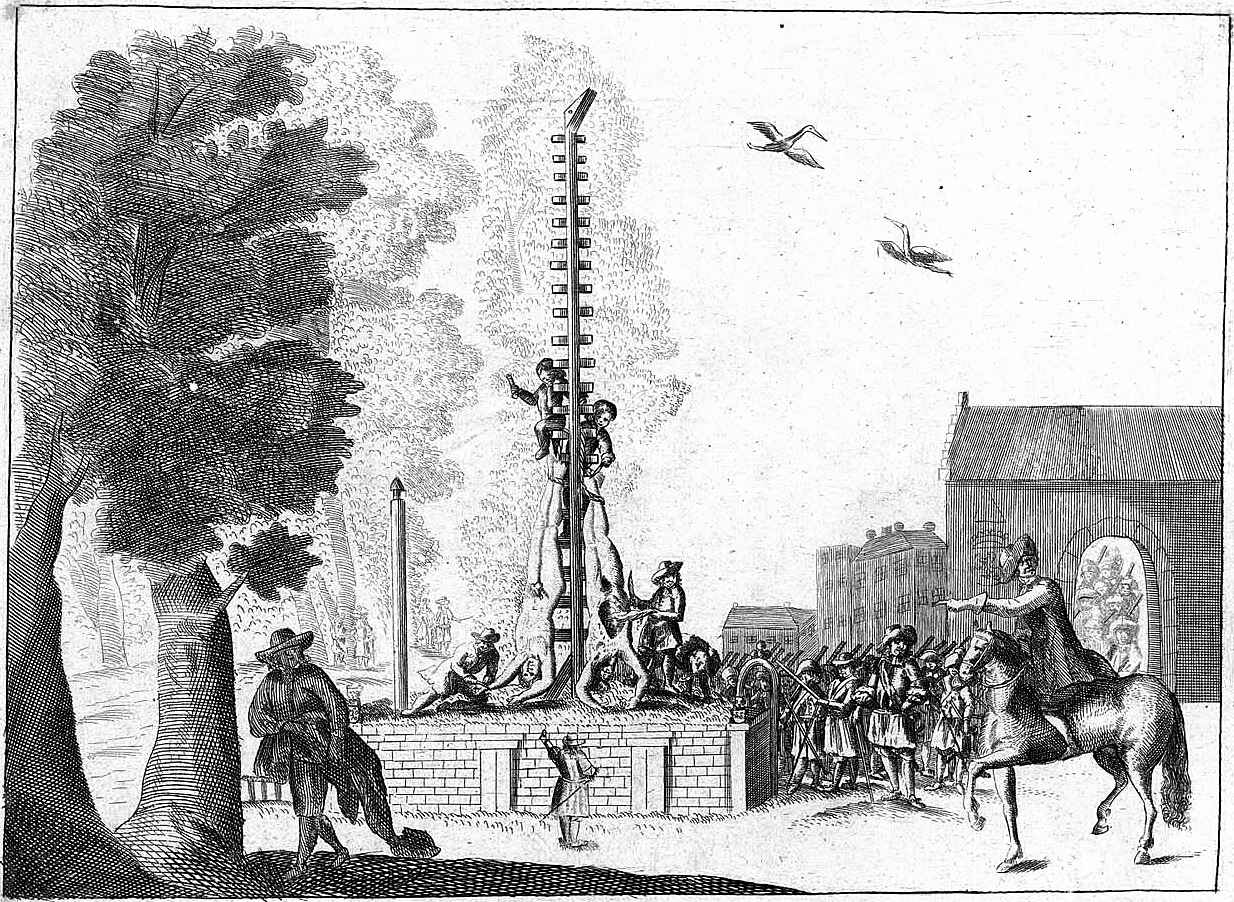
Impresión anónima.
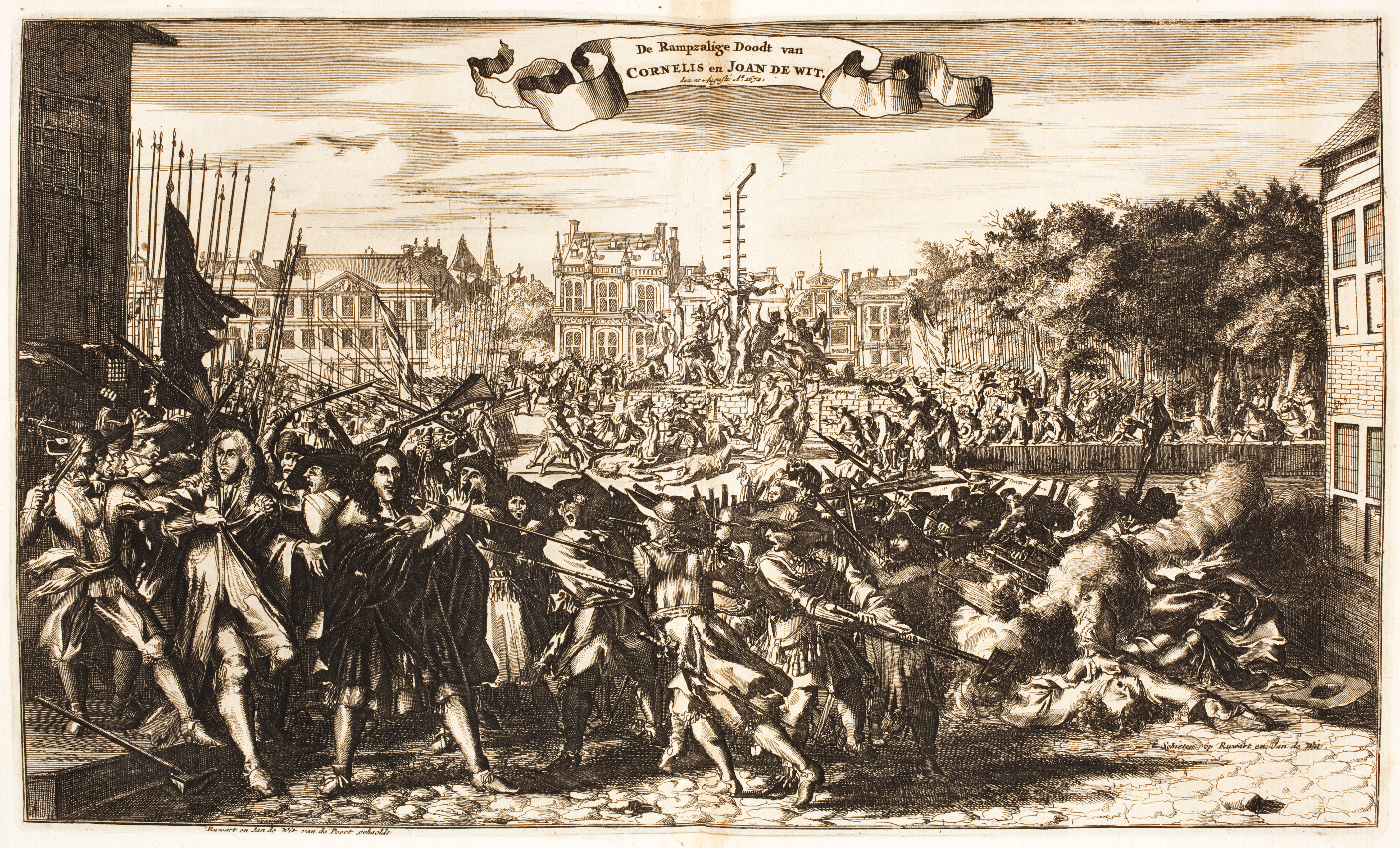
Impresión anónima.

## En la cultura popular
La pintura apareció en el episodio 4 de la temporada 2 de Killing Eve, cuando Villanelle (Jodie Comer) ejecutó un asesinato que replicaba a los sujetos de la pintura, después de haber visto la imagen antes. 